# Піфійські ігри

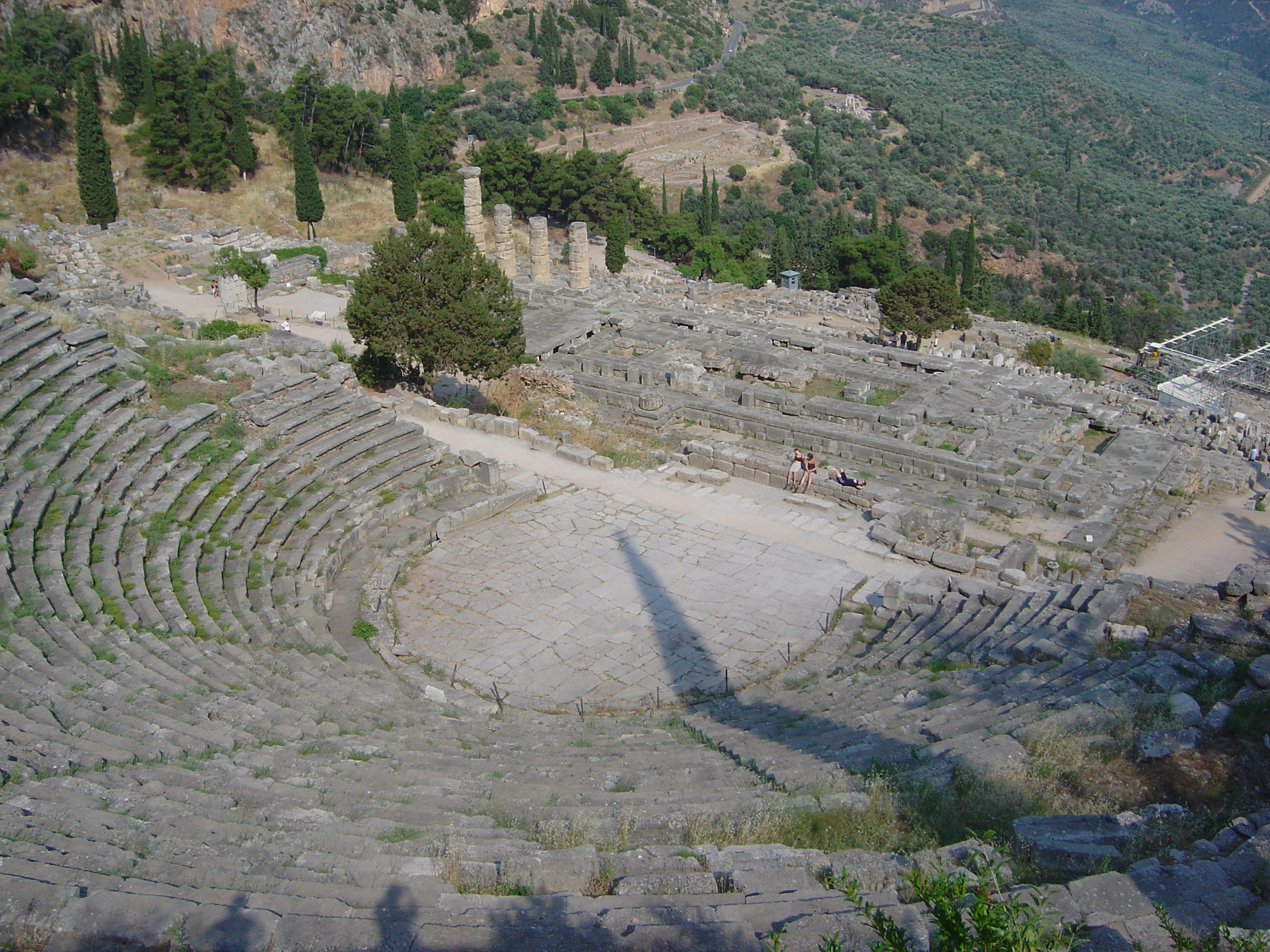
Театр в Дельфах, на якому проходили Піфійські ігри

Піфійські, або пітійські, ігри (грец. Πύθια), також дельфійські ігри — один з чотирьох давньогрецьких агонів, встановлені на честь перемоги Аполлона над Пітоном. За важливістю поступались лише олімпійським іграм.